# Arbyrd

Lokalizacja miasta

Arbyrd – miasto w Stanach Zjednoczonych, w południowo-wschodniej części stanu Missouri.
Liczba mieszkańców w 2000 roku wynosiła 528.